# James K. Polk

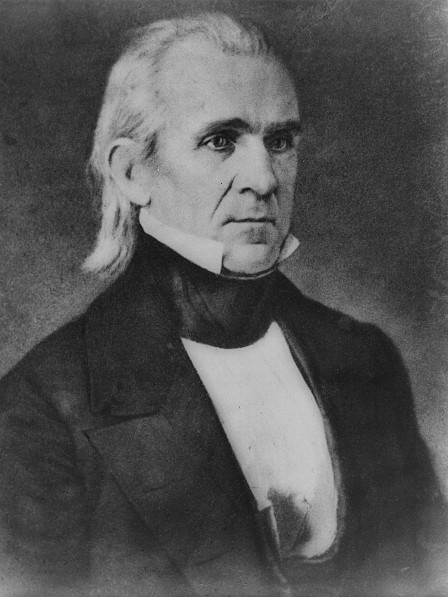
James Knox Polk am 14. Februar 1849, vier Monate vor seinem Tod

James Knox Polk (* 2. November 1795 in Pineville, Mecklenburg County, North Carolina; † 15. Juni 1849 in Nashville, Tennessee; Aussprache [poʊk]) war ein US-amerikanischer Politiker (Demokratische Partei). Er amtierte vom 4. März 1845 bis zum 4. März 1849 als elfter Präsident der Vereinigten Staaten. Davor war er zunächst Sprecher des Repräsentantenhauses (1835 bis 1839) und anschließend Gouverneur des Bundesstaats Tennessee (1839 bis 1841).
Polks Amtszeit war besonders geprägt durch seine annexionistische Außenpolitik. Als Anhänger der „Manifest Destiny“ dehnte er das Staatsgebiet bis zum Pazifik und bis an den Rio Grande aus. Im Streit um das Oregon-Territorium drohte er Großbritannien mit Krieg, um schließlich einzulenken und das Gebiet zwischen den beiden Nationen aufzuteilen. Den größten Landgewinn brachte der Mexikanisch-Amerikanische Krieg: Im Vertrag von Guadalupe Hidalgo, der den Krieg beendete, erhielten die Vereinigten Staaten weitere 3,1 Millionen Quadratkilometer Land, der bis dahin umfangreichste Landerwerb.
Innenpolitisch fielen in seine Amtszeit die Einrichtung des Innenministeriums, die Errichtung der United States Naval Academy, der Smithsonian Institution und des Washington Monuments sowie die Einführung der ersten Briefmarke der Vereinigten Staaten. 1846 unterschrieb Polk den Walker Tariff, der den Black Tariff der Whigs von 1842 zurücknahm und so bis 1861 eine Zeit des nahezu freien Handels einleitete.
Polk war nicht der erste Präsident, der nach nur einer Amtszeit aus dem Weißen Haus schied, doch war er der erste, der dies schon bei seiner Wahl zusagte. Er starb drei Monate nach Ende seiner Amtszeit.

## Frühe Jahre

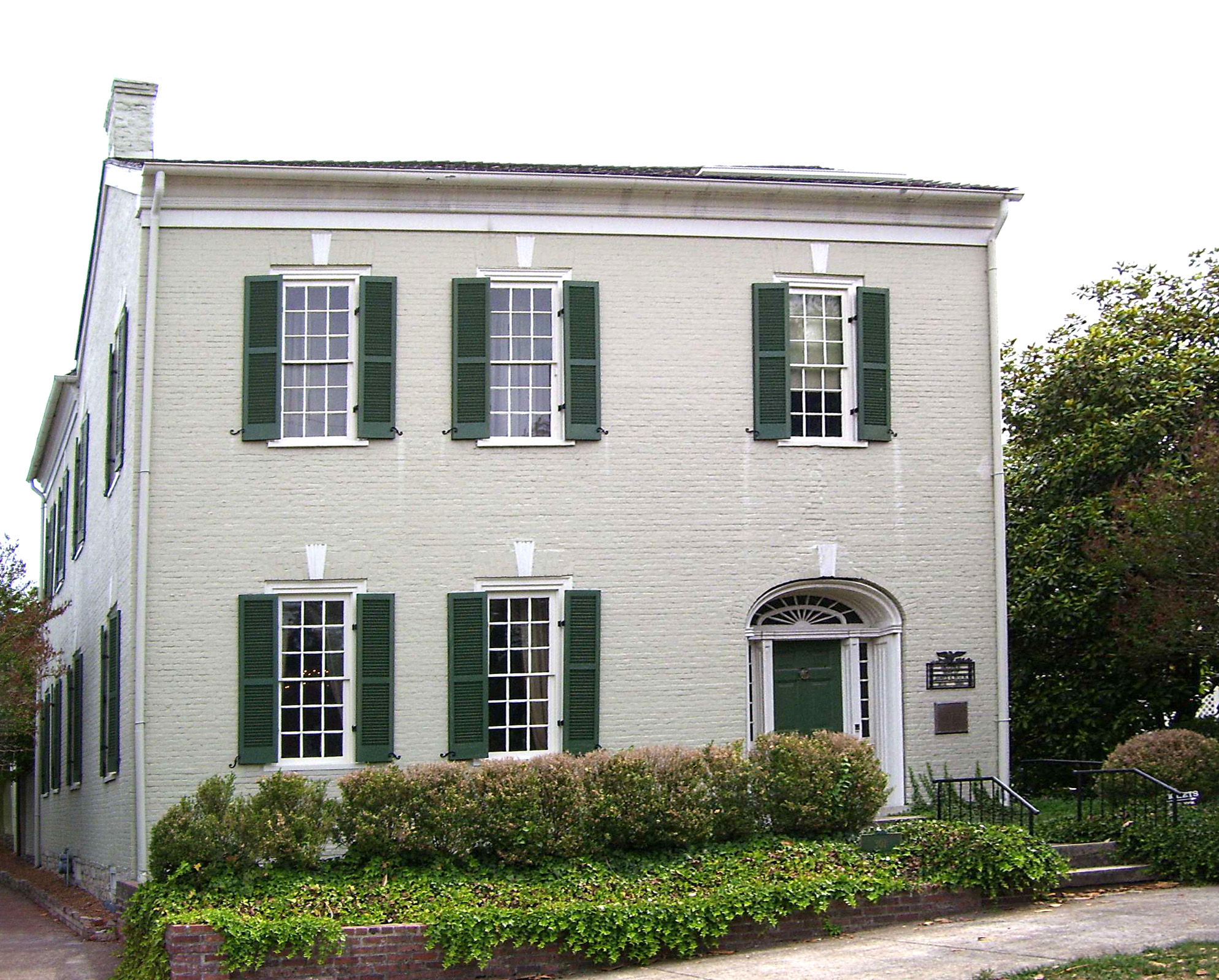
James K. Polk House, hier lebte Polk ab 1816

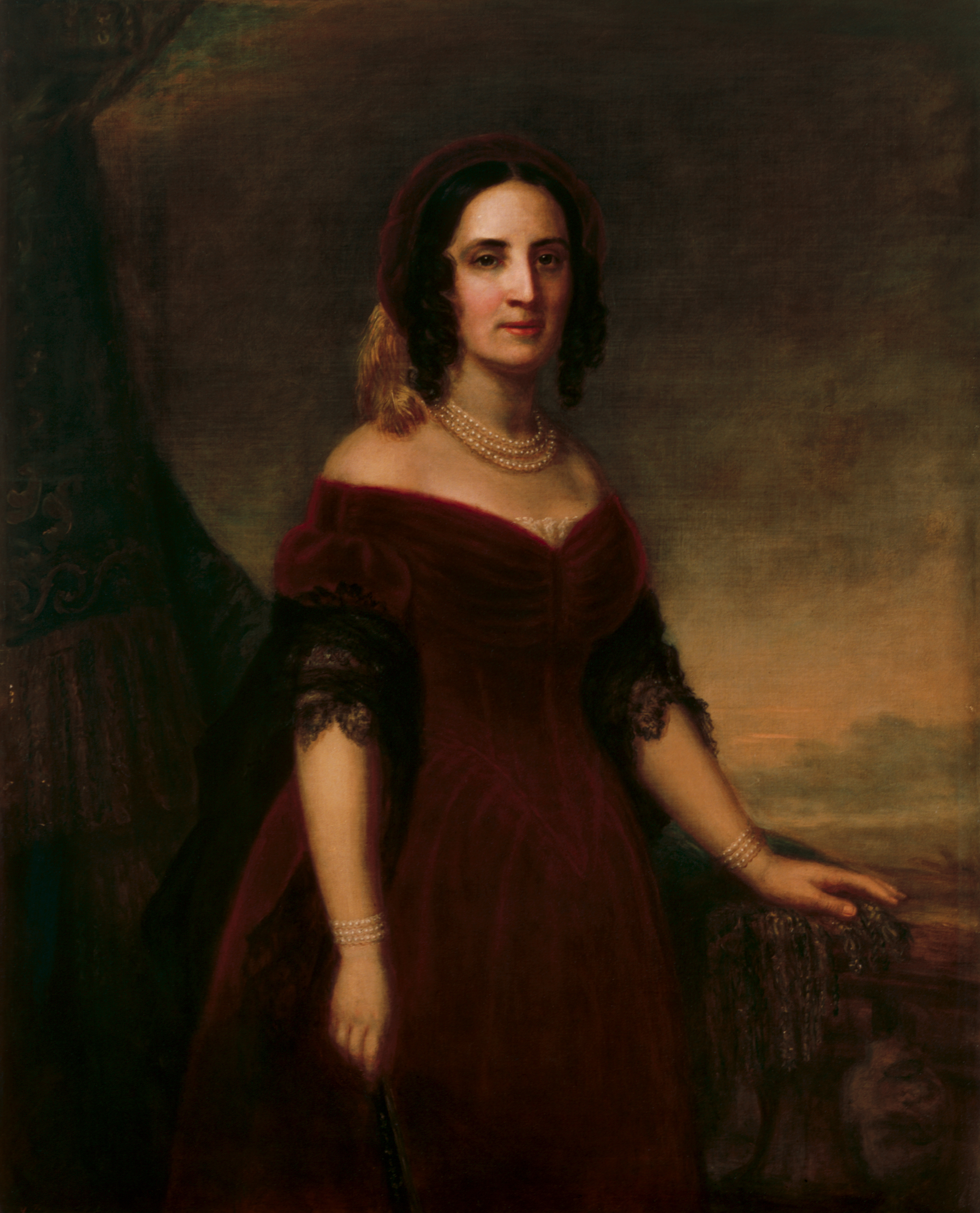
Sarah Childress (1803–1891) war die Ehefrau von James K. Polk und somit First Lady der Vereinigten Staaten

James Polk wurde als erstes von zehn Kindern am 2. November 1795 in der heutigen Stadt Pineville in North Carolina geboren. Sein Vater Samuel Polk (5. Juli 1772 – 3. November 1827) war ein Farmer schottisch-irischer Abstammung. Seine Mutter Jane Knox Polk, geborene Knox (25. Dezember 1776 – 11. Januar 1852) war eine Nachfahrin eines Bruders des schottischen Reformators John Knox und gläubige Presbyterianerin. James Polks Großväter hatten beide am Unabhängigkeitskrieg teilgenommen. Im Jahr 1806 zog die Familie nach Tennessee in das Maury County unweit des Duck River. Dort wurde Samuel Polk zu einem der wohlhabendsten Farmer der Gegend; er besaß rund 50 Sklaven. 1824 unterstützte er Andrew Jackson in dessen Wahlkampf.
Polk war ein Kind mit schwacher Gesundheit, insbesondere, nachdem die Familie 1806 dem Großvater auf einem 800 Kilometer langen Treck nach Tennessee gefolgt war. Im Jahr 1812 brachte ihn sein Vater zum Chirurgen Ephraim McDowell. Dieser diagnostizierte Nierensteine, die in einer Operation entfernt wurden.
Polk wurde zuhause unterrichtet, teils von seiner Mutter, teils von angestellten Lehrern. Seine erste Ausbildung an einer Schule begann er erst im Alter von 18 Jahren, als er an der Zion Presbyterian Church im Maury County lernte. Später besuchte er eine Schule in Murfreesboro, wo er auch seine spätere Frau Sarah Childress kennenlernte. Nach weniger als drei Jahren verließ er Tennessee, um an der University of North Carolina at Chapel Hill klassische Sprachen und Mathematik zu studieren. Im Jahr 1818 schloss er dort sein Studium als Bester seines Jahrgangs ab und kehrte nach Nashville zurück, um bei dem niedergelassenen Rechtsanwalt Felix Grundy Jura zu studieren. Dieser war ein angesehener Anwalt, wurde später Senator und Justizminister in der Regierung des Präsidenten Van Buren. Während seines Studiums arbeitete Polk als Angestellter im Senat.
1820 wurde er als Rechtsanwalt zugelassen und eröffnete eine Kanzlei in Columbia. Sein Partner war der spätere Gouverneur und Postminister Aaron V. Brown. 1823 wurde Polk Abgeordneter im Repräsentantenhaus von Tennessee.
Polk und die zu dieser Zeit 20-jährige Sarah Childress kannten sich bereits seit acht Jahren, als sie am 1. Januar 1824 heirateten; das Paar blieb kinderlos. Sarah sollte eine wichtige Rolle für Polks Karriere spielen, denn ihre verbindlichen Umgangsformen und ihre hohe Bildung – sie hatte an der angesehenen Moravian Female Academy in Salem gelernt – glichen Polks kommunikative Schwächen – er wich Gesellschaften, Plaudereien und Small Talk eher aus – in entscheidendem Maße aus.

## Politische Karriere

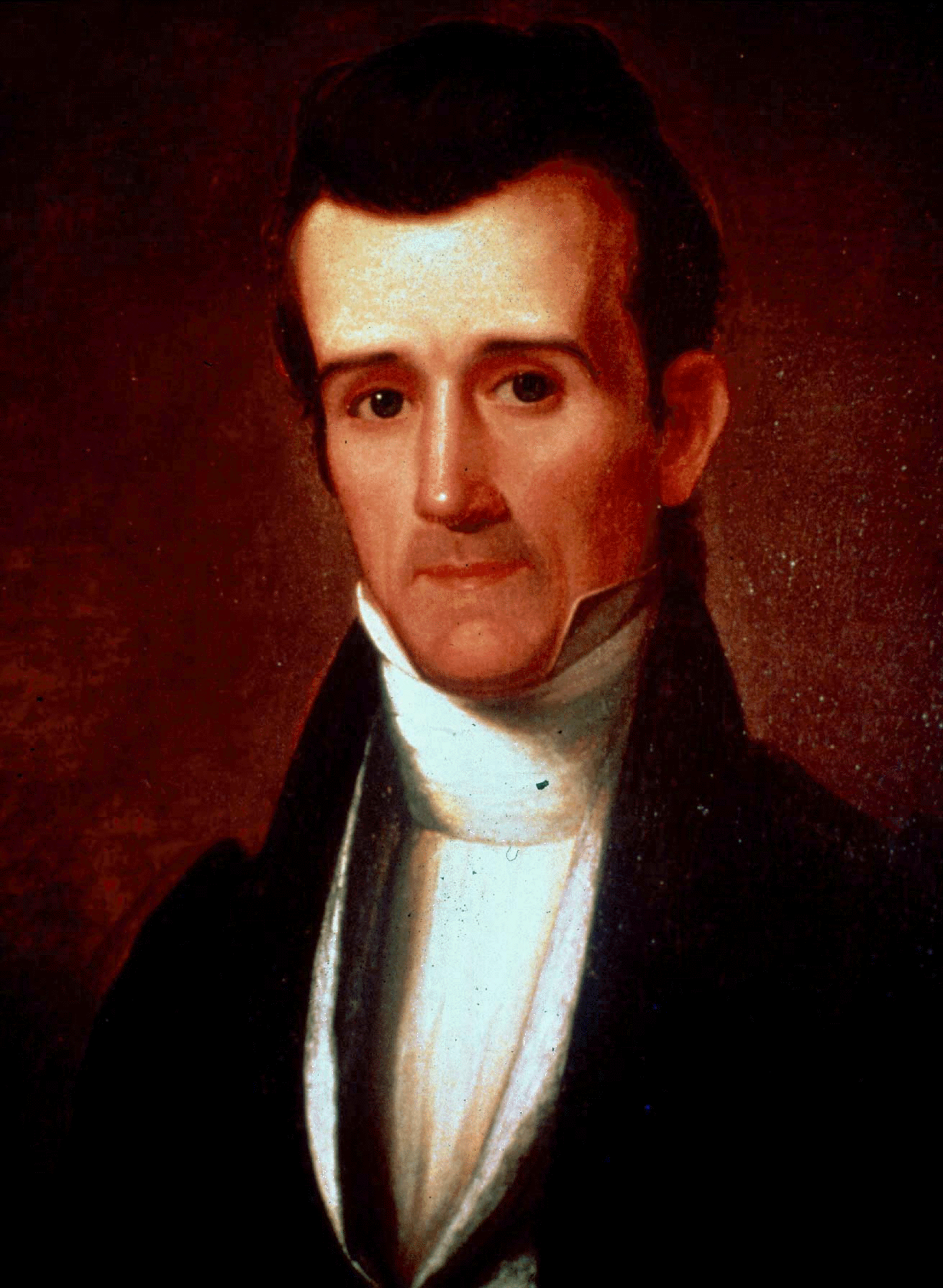
James Polk in jungen Jahren

### Die Anfänge
Polk war in der Tradition Thomas Jeffersons erzogen worden, denn sein Vater und Großvater waren als Demokraten große Anhänger seiner Ideen. Polk bekleidete sein erstes öffentliches Amt von 1821 bis 1823 als Schreiber des Senats von Tennessee; 1823 wurde er in das Repräsentantenhaus von Tennessee gewählt, wo er bis 1825 verblieb. Während dieser Zeit wurde er ein treuer Anhänger und auch Freund Andrew Jacksons, des führenden Politikers aus Tennessee, und vertrat den Gouverneur William Carroll als chief legislative lieutenant. Im Jahr 1824 stellte sich Jackson zur Präsidentschaftswahl; gleichzeitig kandidierte Polk für einen Sitz im US-Repräsentantenhaus. Er gewann seine Wahl und war von 1825 bis 1839 Abgeordneter des 6. Kongresswahlbezirks von Tennessee – wobei er sechs Wahlen gewann –, doch Jackson verlor die seine in der Stichwahl gegen John Quincy Adams. Zwar übertraf er seine Konkurrenten an Wahlmännern und auch an Direktstimmen, doch verfehlte er die notwendige absolute Mehrheit und das Repräsentantenhaus entschied sich für Adams. In seiner ersten Rede vor dem Haus verkündete Polk daraufhin seine Unzufriedenheit mit dem Wahlsystem im Allgemeinen und mit der Wahl Adams’ im Besonderen. Er sah in ihm nicht den vom Volk gewählten Repräsentanten und so setzte er sich, wenn auch vergeblich, für die Abschaffung des Electoral College ein. Er blieb ein unermüdlicher Gegner von Adams’ Innen- und Außenpolitik.

### Als Angehöriger des Repräsentantenhauses
Im Kongress war Polk ein Anhänger der Jackson’schen Demokratie: Er lehnte die Second Bank of the United States ab und zog Gold- und Silbervorräte dem Papiergeld vor. Da er außerdem noch landwirtschaftliche gegenüber industriellen Interessen präferierte und Jackson auch in der Nullifikationskrise bedingungslos unterstützte, handelte er sich schon bald den Spitznamen Young Hickory ein, in Anlehnung an Andrew Jacksons Beinamen Old Hickory. Dies mag auch seine Ursache darin gehabt haben, dass der Präsident, der keine Kinder hatte, ihn wie einen Sohn behandelte.
Nachdem Jackson bei der Präsidentschaftswahl 1828 über Adams triumphieren konnte, wuchs auch Polks Popularität weiter. Als Vorsitzender des mächtigen Committee on Ways and Means, des wichtigsten und ältesten Ausschusses des Repräsentantenhauses, setzte er sich für die Auflösung der National Bank ein.

### Sprecher des Repräsentantenhauses (Speaker of the House)
Am 7. Dezember 1835 wurde Polk zum 17. Sprecher des Repräsentantenhauses gewählt, was er dem Einfluss des Präsidenten verdankte. Auf Andrew Jackson, der noch bis 1837 als Präsident amtierte, folgte der Demokrat Martin Van Buren. Die letzten zwei Jahre von Polks Amtszeit waren durch anhaltende Kämpfe zwischen Demokraten und Whigs geprägt. Polk blieb bis zum 4. März 1839 Sprecher, doch die politische Situation in Tennessee überzeugte ihn davon, in seine Heimat zurückzukehren. Die Demokraten hatten 1835 zum ersten Mal das Amt des Gouverneurs verloren und erhebliche Probleme, sich gegen die erfolgreichen Whigs zu behaupten. Polk beschloss, sich noch im selben Jahr der Gouverneurswahl zu stellen, in der Hoffnung, diese Entwicklung umkehren zu können.

### Gouverneur von Tennessee
Polk verließ 1839 nach 14 Jahren den Kongress und kandidierte bei der Wahl in Tennessee, bei der er den Amtsinhaber Newton Cannon mit einem Vorsprung von 2500 Stimmen schlug. Obwohl er den Wählerverlust seiner Partei in Tennessee zunächst aufhalten konnte, ließ sich dieser Erfolg nicht wiederholen. Dies hing mit einer schweren Wirtschaftskrise zusammen, deren sichtbare Zeichen verlassene Farmen und Bankrotte waren. Bei der Präsidentschaftswahl 1840 wurde der Demokrat Van Buren haushoch vom populären Whig William Henry Harrison geschlagen, von dem man sich eine Lösung der Wirtschaftsprobleme versprach. Bei seiner eigenen Wiederwahl zum Gouverneur 1841 musste sich Polk ebenfalls einem Whig geschlagen geben. Sein Nachfolger wurde James C. Jones. Polk trat zwar 1843 bei der nächsten Wahl noch einmal gegen ihn an, verlor aber erneut. Er zog sich daraufhin aus der Politik zurück, um auf eine günstigere Gelegenheit zur Rückkehr zu warten.

## Präsidentschaftswahl 1844

Ergebnis der Präsidentschaftswahl 1844 (nach Staaten)

### Nominierung
Polk hoffte ursprünglich, bei der im Mai 1844 in Baltimore beginnenden National Convention der Demokraten für das Amt des Vizepräsidenten nominiert zu werden. Der aussichtsreichste demokratische Bewerber für die Präsidentschaft war der ehemalige Präsident Martin Van Buren, der eine weitere Aufnahme sklavenhaltender Staaten ablehnte. Andere mögliche Kandidaten waren der moderate James Buchanan und der Expansionist Lewis Cass aus Michigan. Auch der amtierende Präsident John Tyler, der von den Whigs ausgeschlossen worden war und an der Annexion von Texas arbeitete, wurde von einer kleineren Gruppe von Demokraten unterstützt. Der Hauptstreitpunkt im Wahlkampf war die Frage, ob die Republik Texas, die 1836 ihre Unabhängigkeit von Mexiko erreicht hatte, den Vereinigten Staaten beitreten sollte. Van Buren lehnte am 27. April eine Annektierung ab und verlor dadurch die Unterstützung vieler Demokraten, einschließlich des ehemaligen Präsidenten Andrew Jackson. Polk hingegen forderte am 6. Mai im Washington Globe die Annexion sowohl von Texas als auch des Oregon Country, des heutigen Nordwestens der USA. Für Jackson war damit Van Buren als Kandidat ausgeschieden und Polk sein Mann. Dazu kam, dass für viele Parteiangehörige Van Buren als Vertreter der alten Dynastien und einer veralteten Politik galt.
Bei den Vorwahlen konnte Van Buren zwar die Mehrheit auf sich vereinen, aber nicht die für eine Nominierung benötigte Zweidrittelmehrheit. Ein Südstaatenblock verhinderte dies, der nun versuchte, Lewis Cass durchzusetzen. Doch auch er konnte keine ausreichende Mehrheit hinter sich bringen, wenn er auch bei der fünften Abstimmung mehr Stimmen erhielt als sein Kontrahent. Als nach sieben Wahlgängen klar wurde, dass Van Buren die nötigen Stimmen nicht würde gewinnen können, wurde Polk für den neunten Wahlgang als Dark Horse-Kandidat (Außenseiter) zur Wahl gestellt, der erste in den USA. In diesem neunten Wahlgang erreichte Polk am 30. Mai um 14 Uhr mit Unterstützung Jacksons die Nominierung für das Präsidentenamt. Sein Kandidat für die Vizepräsidentschaft wurde George M. Dallas, nachdem Silas Wright abgelehnt hatte.

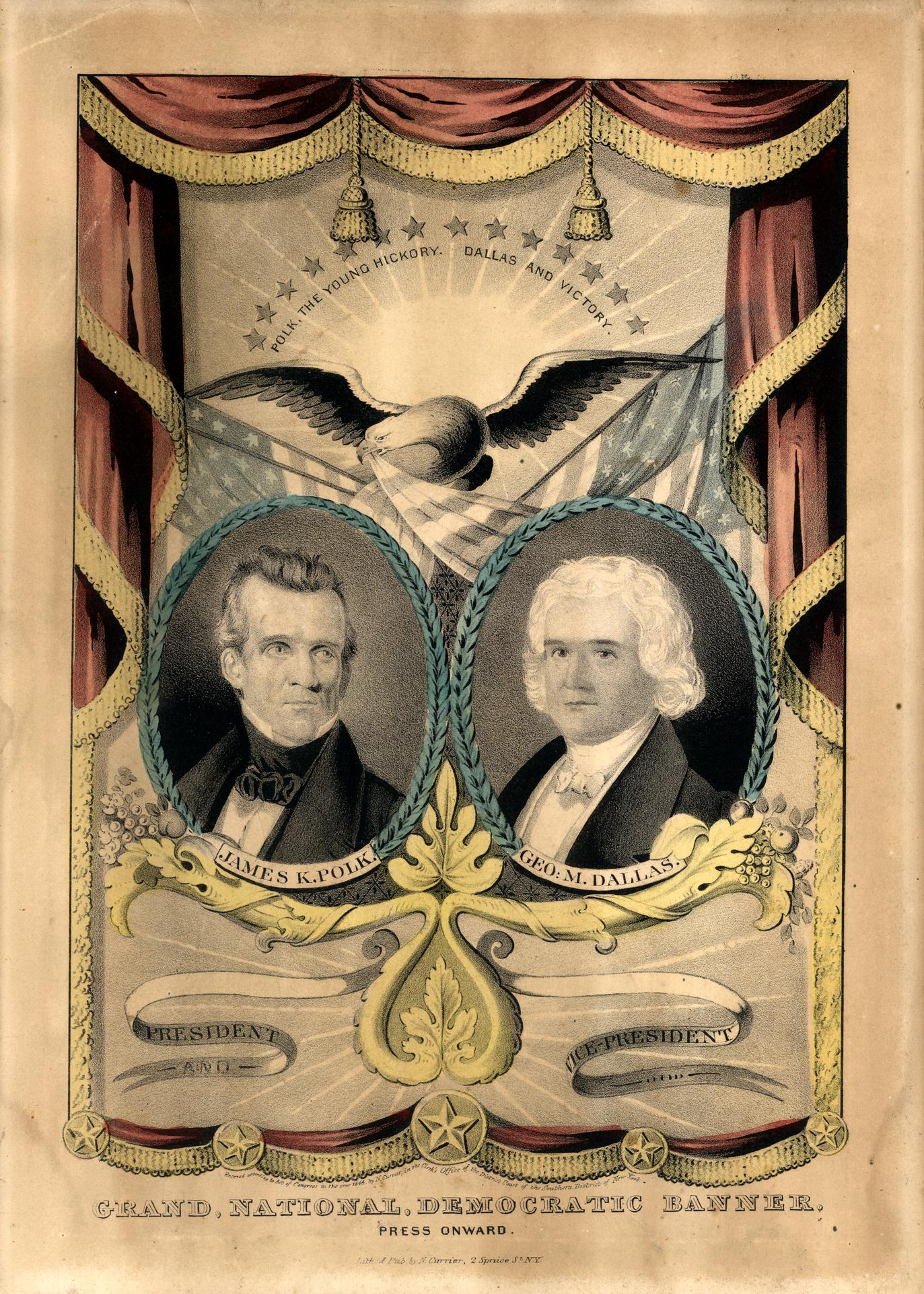
Wahlplakat der Demokraten 1844

Obwohl er 14 Jahre lang Angehöriger des Repräsentantenhauses war, und über 3 Jahre als dessen Sprecher amtiert hatte, war Polk relativ unbekannt geblieben, was manchen Whig zur spöttischen Frage verleitete: Who is James K. Polk? Als er von seiner Nominierung erfuhr, antwortete Polk: „Es ist wohl bemerkt worden, dass das Amt des Präsidenten der Vereinigten Staaten weder angestrebt, noch abgelehnt werden sollte. Ich habe es niemals angestrebt, noch sollte ich die Ermessensfreiheit haben, es abzulehnen, falls meine Mitbürger es mir durch ihre Zustimmung übertragen sollten.“
Da die Meinungen seiner Parteimitglieder in Bezug auf seine Politik stark auseinandergingen, versprach Polk im Falle eines Wahlsiegs nach einer Amtszeit sich nicht zur Wiederwahl im Jahr 1848 zu stellen. Damit verbunden war die Hoffnung, die rivalisierenden Gruppen innerhalb der Partei würden sich in dem Wissen versöhnen, dass ein anderer Kandidat in vier Jahren gewählt werden könne.

### Wahlkampf
James Polks Gegenkandidat aus den Reihen der Whigs war Henry Clay aus Kentucky. Der bisherige Amtsinhaber John Tyler, ein ehemaliger Demokrat, der erst später zu den Whigs überging, hatte sich mit seiner Partei zerstritten, war 1841 bereits ausgeschlossen worden und wurde deshalb auch nicht für eine zweite Amtszeit nominiert. Die Frage um die Annektierung von Texas beherrschte ebenso die Wahlkampfkampagnen – zumal der von den Whigs kontrollierte Senat die Besetzung Texas’ abgelehnt hatte –, wie sie es schon bei den Nominierungswahlen der Demokraten getan hatte. Während Polk weiterhin ein starker Befürworter eines sofortigen Beitritts war, legte Clay sich nicht fest.
Eine andere Frage des Wahlkampfs war die Expansion in den Westen, insbesondere in das Oregon Country, das sich unter der gemeinsamen Besatzung Großbritanniens und der USA befand. Auch hier hatte sich Polk schon während des Nominierungskampfes festgelegt. Sein Expansionsdrang, der später als Doktrin der Manifest Destiny („offenkundige Bestimmung“) bekannt wurde, war für den Wahlsieg 1844 schließlich von ausschlaggebender Bedeutung. Er forderte eine Ausdehnung des Staatsgebiets in den Norden bis zu 54°40′ nördlicher Breite. Oft wird ihm daher der erst in den nachfolgenden Kongressdebatten entstandene Ausspruch „Fifty-four Forty or Fight“ („Vierundfünfzig-vierzig oder Krieg“), der sich auf den geographischen Breitengrad als nördlichste Grenze des Oregon-Countrys bezog, als Wahlkampfslogan zugeschrieben.
Ein dritter Kandidat ging mit dem Abolitionisten James G. Birney aus New York ins Rennen, der für die kleine Liberty Party antrat. Obwohl er kaum Stimmen gewann, konnte er in seinem Heimatstaat den Whigs entscheidende Stimmen abnehmen.
Von wachsender Bedeutung wurde der Wahlkampfstil, denn persönliche Verunglimpfungen, bis zur Behauptung, Polk habe am Sklavenhandel partizipiert, herrschten in der noch jungen öffentlichen Meinung vor. Die Whigs versuchten diese durch die Verteilung von 800.000 Traktaten zu beeinflussen, in denen sie ihn der Errichtung einer „Sklaveokratie“ verdächtigten. Polks Wahlkampfmaschinerie warf Clay unmoralisches Verhalten, von Verrat über Gotteslästerung bis zu Bordellbesuchen, vor. Er habe alle Zehn Gebote gebrochen, behauptete man. Die Kandidaten wurden in einem bisher unbekannten Ausmaß persönlich attackiert, so dass die Wähler sich wohl nach Parteinähe, weniger nach Kandidatennähe entschieden. Wie hoch die Bedeutung der öffentlichen Meinung eingeschätzt wurde, zeigt sich auch darin, dass Polk als erster Präsident die Nachricht von seiner Amtseinführung per Telegraph verbreiten ließ.
Bei der Wahl siegte Polk vor allem im Süden und Westen des Landes, während Clay Unterstützung im Nordosten fand, obwohl er als Sklavenhalter kein überzeugender Gegner der Sklaverei war. Polk, ebenfalls Sklavenhalter, verlor daher zwar knapp seinen Heimatstaat Tennessee, gewann jedoch ebenfalls knapp den mit 36 Wahlmännerstimmen entscheidenden Staat New York, wo Clay viele Stimmen an Birney verlor. Polk siegte schließlich mit 170 zu 105 Wahlmänner-Stimmen im Electoral College, während er nur mit einem dünnen Vorsprung von 38.175 Wählerstimmen – genau 1.337.243 zu 1.299.062 Stimmen – das Volksvotum für sich entschied. Tatsächlich hatten wohl die nur 62.300 Stimmen für Birney den Whig-Kandidaten Clay die entscheidenden Wahlmänner von New York und Michigan gekostet und damit die Wahl entschieden.

## Präsidentschaft

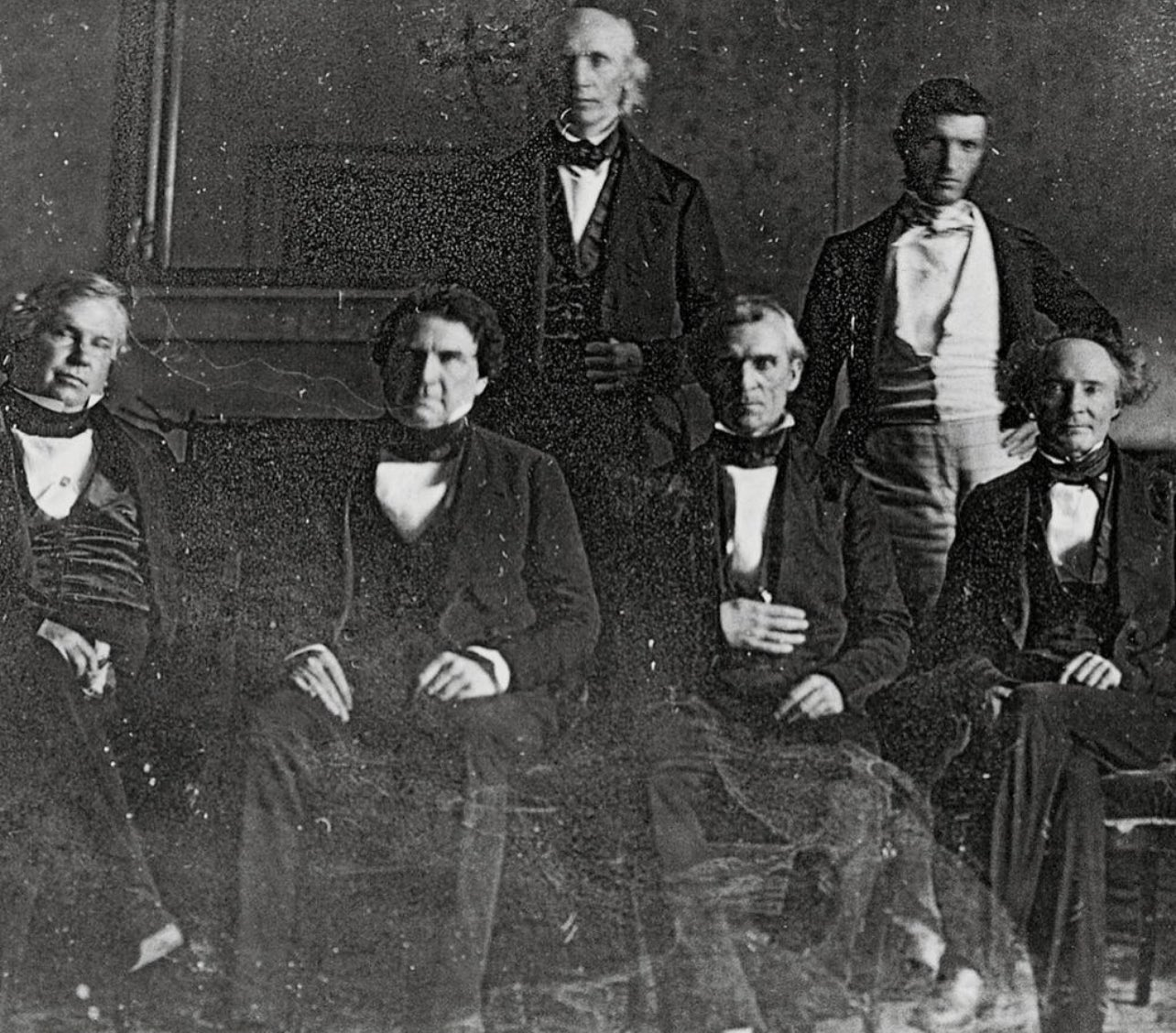
Das Kabinett Polk: (hinten von links) Cave Johnson, George Bancroft, (vorn von links) John Y. Mason, William L. Marcy, James K. Polk, Robert J. Walker. Dieses um 1845 im State Dining Room des Weißen Hauses entstandene Bild gilt als die erste fotografische Aufnahme eines US-Kabinetts.

Als Polk am 4. März 1845 im Alter von 49 Jahren sein Amt antrat, wurde er damit zum bis dahin jüngsten Präsidenten. Obwohl er nur eine Amtszeit lang regierte, veränderte seine Präsidentschaft die Vereinigten Staaten maßgeblich.

### Sklaverei
Polk war den größten Teil seines Lebens Besitzer einiger Sklaven. Sein Vater hinterließ seiner Witwe und den Kindern über 3000 Hektar Land und 53 Sklaven, wovon neun in Polks Besitz übergingen. Im Jahr 1831 richtete er auf dem Land, das sein Vater ihm in der Nähe von Somerville hinterlassen hatte, eine Baumwollplantage ein, auf der er seine Sklaven arbeiten ließ, ohne jedoch selbst dort zu wohnen. Drei Jahre später verkaufte er die Plantage und erwarb mit seinem Schwager zusammen etwa 370 Hektar Land in Coffeeville (Mississippi), wo sie eine neue Baumwollplantage errichteten. Die Sklaven auf Polks Plantage wurden brutal behandelt, weniger als die Hälfte aller Kinder erreichten das 15. Lebensjahr. Er selbst kaufte und verkaufte nur selten Sklaven und in seinem Testament verfügte er, dass seine Sklaven nach seinem Tod und dem seiner Frau freigelassen werden sollten.
Polks Befürwortung und die praktische Anwendung der Sklavengesetze spaltete die Öffentlichkeit in Befürworter und Gegner. Während seiner Amtszeit wurde er oft als Werkzeug der Sklavenhalter kritisiert und aufgefordert, dass weniger die Sklaverei, als die Annektierung Texas’ und somit später der Krieg gegen Mexiko in den Vordergrund seiner Politik treten müsse. In seinem Tagebuch schrieb Polk, dass er glaube, die Sklaverei könne nicht in den von Mexiko gewonnenen Gebieten existieren, weigerte sich aber trotzdem, das Wilmot Proviso zu unterschreiben, welches die Sklaverei dort verboten hätte. Polk setzte sich stattdessen dafür ein, die Missouri-Kompromiss-Grenze bis zum Pazifischen Ozean auszudehnen, indem er mit Oregon einen Staat ohne Sklaverei und mit Texas einen Staat mit Erlaubnis zur Sklavenhaltung in die Union aufnahm.

### Außenpolitik
Polk und seine Anhänger glaubten an die Manifest Destiny (offenkundige Bestimmung), den göttlichen Auftrag zur Kulturverbreitung und Expansion. Um bei den daraus abgeleiteten Bestrebungen die Interessen des Nordens und des Südens gleichermaßen zu befriedigen, bemühte sich Polk um das Oregon-Territorium, das die heutigen Bundesstaaten Oregon, Washington, Idaho, dazu Teile von Montana und Wyoming, sowie große Teile der heutigen kanadischen Provinz British Columbia umfasste, genauso wie um Texas und Kalifornien, das zu Mexiko gehörte.

#### Das Oregon-Territorium

Die Fläche des Oregon-Territoriums, die nach dem ausgehandelten Kompromiss an die Vereinigten Staaten fiel

James Polk setzte die Briten unter starken Druck, um den Streit um Oregon beizulegen. Seit 1818 stand das Gebiet unter der gemeinsamen Kontrolle beider Staaten, wobei London das Gebiet der Hudson’s Bay Company überlassen hatte. Auf ein erstes Angebot, das Land entlang des 49. Breitengrades zu teilen, gingen die Briten nicht ein, da sie ein starkes Interesse am Columbia River hatten, der aber bei diesem Angebot nicht auf britischer Seite gelegen hätte. Dort aber lag eines der bedeutendsten Forts der Handelsgesellschaft, Fort Vancouver. Polk brach daraufhin die Verhandlungen ab und kehrte zur All Oregon-Forderung der demokratischen Basis zurück, die das komplette Gebiet beanspruchte. Der Slogan Fifty-Four Forty or Fight (gemeint ist die Forderung 54°40′ als Grenze des Oregongebiets oder Krieg) wird zu Unrecht mit Polk verbunden, der sich stets bemühte, einen Kompromiss auf diplomatischem Weg zu erreichen. Polk wollte Land gewinnen, keinen Krieg, und so einigte er sich mit dem damaligen britischen Außenminister Lord Aberdeen auf den Oregon-Kompromiss von 1846, der den ursprünglich von Polk geforderten 49. Breitengrad als Grenze festsetzte. Obwohl viele seiner Parteigänger nicht einverstanden waren und sie noch immer das komplette Gebiet annektieren wollten, wurde der Kompromiss vom amerikanischen Senat mit 41:14 Stimmen gebilligt. Der rund 700.000 km² große Teil, der den USA zugesprochen wurde, wurde 1848 als Oregon-Territorium organisiert. Das Gebiet umfasste die heutigen Bundesstaaten Washington, Oregon und Idaho sowie Teile von Montana und Wyoming. Der britische Teil wurde als British Columbia 1871 kanadische Provinz.

#### Texas
Der Sieg Polks galt allgemein als endgültige Entscheidung für die Annektierung der 1836 ausgerufenen Republik Texas, die schon lange vorbereitet worden war. Der Kongress hatte bereits am 28. Februar 1845 dem Beitrittsvorhaben zugestimmt, bot am 1. März den Beitritt an und Texas akzeptierte das Angebot. Es wurde am 29. Dezember 1845 zu einem Bundesstaat der Vereinigten Staaten von Amerika. Die mexikanische Regierung dagegen hatte Texas 1841 nur unter der Bedingung in die Souveränität entlassen, dass Texas selbstständig bleiben und sich nicht einem anderen Staat anschließen würde. Mexikanische Politiker hatten wiederholt gewarnt, dass einer Annektierung Texas’ durch die Vereinigten Staaten ein Krieg folgen würde.

#### Krieg mit Mexiko
Nach der Annexion von Texas wandte sich Polk der Pazifikküste zu, genauer gesagt Oberkalifornien, das zum mexikanischen Staatsgebiet gehörte. Dabei machte sich die amerikanische Regierung zunutze, dass die Provinz sich seit 1836 in einer Art Ausnahmezustand befand, denn sie wurde von Gouverneuren regiert, die bei der Bevölkerung auf Ablehnung stießen. Diese Bevölkerung, die partiell wiederum aus US-Amerikanern bestand, setzte sich für ein unabhängiges Kalifornien ein. Polk selbst sorgte 1848 für einen sprunghaften Anstieg der Einwanderungszahlen, nachdem der Kalifornische Goldrausch bereits seit Frühjahr 1848 zahlreiche Glücksritter in Bewegung gesetzt hatte. Seine Rede vor dem Kongress am 5. Dezember 1848 machte die Goldfunde nicht nur allseits bekannt, sondern verstärkte auch die Zuwanderungsbewegung, was wiederum Polks Politik im Nachhinein untermauerte.
1845 sandte Polk den Diplomaten John Slidell nach Mexiko, um der Regierung die Gebiete Kalifornien und Neumexiko für 30 Millionen US-Dollar (2025: ca. 1.280.000.000 US-Dollar) abzukaufen. Die mexikanische Regierung ging anfangs davon aus, Slidell komme, um den Verlust von Texas zu kompensieren. Als sie jedoch hörte, dass er weiteres Land erwerben wollte, verweigerte sie seinen Empfang. Zur Sicherung der texanischen Neuerwerbung und um den Druck auf Mexiko zu erhöhen, schickte Polk im Januar 1846 Truppen unter General Zachary Taylor in das mexikanisch-amerikanische Grenzgebiet zwischen dem Rio Grande und dem Nueces River.

Gebietsgewinn der USA durch den Vertrag von Guadalupe Hidalgo (rot) und den Gadsden-Kauf (orange)

Slidell kehrte im Mai 1846 nach Washington zurück, ohne mit der mexikanischen Regierung ein Wort gewechselt zu haben. Polk wertete dies als Beleidigung und bat den amerikanischen Kongress um eine Kriegserklärung. Des Weiteren kam ihm gelegen, dass im Frühjahr 1846 die Bewohner Ober-Kaliforniens rebellierten und José Castro, einen geborenen Kalifornier, zum Generalkommandanten erhoben. Die Nachricht, dass mexikanische Truppen ins Grenzgebiet einmarschiert waren und elf amerikanische Soldaten getötet hatten, machte Polk schließlich zum zentralen Punkt seiner Erklärung an den Kongress. In seiner Botschaft vom 11. Mai 1846 berichtete er von einer Invasion Mexikos, bei der amerikanisches Blut vergossen worden sei. Er dramatisierte den Vorgang und verschwieg, dass das angegriffene Grenzgebiet gar nicht zu den Vereinigten Staaten gehörte. Obwohl einige Kongressabgeordnete – allen voran der junge Abraham Lincoln – Zweifel äußerten, stimmte der Kongress mit einer deutlichen Mehrheit von 174:14 Stimmen einer Kriegserklärung zu, die am 13. Mai 1846 erfolgte.
Im Sommer 1846 wurde Neumexiko von amerikanischen Truppen unter General Stephen W. Kearny erobert. Währenddessen ließ Captain John C. Frémont Siedler im nördlichen Kalifornien die kleine mexikanische Garnison in Sonoma einnehmen. General Zachary Taylor siegte in zwei Schlachten bei Monterrey (September 1846) und Buena Vista (Februar 1847). Nach einer Erhebung amerikanischer Bürger in Kalifornien marschierte die US-Armee auch dort ein und besetzte im Januar 1847 Los Angeles, am 15. September standen Truppen unter Winfield Scott in der Hauptstadt Mexikos.
Polk schickte Nicholas Trist nach Mexiko, um die Verhandlungen fortzuführen. Er wies ihn an, erst wieder zurückzukehren, wenn er ein Ergebnis vorzeigen könne. Trist handelte 1848 den Vertrag von Guadalupe Hidalgo aus. Polk stimmte dem Vertrag zu und ignorierte die Stimmen in seiner Partei, die die vollständige Annektierung Mexikos forderten. Durch diesen Vertrag, durch den Mexiko zugleich den Verlust von Texas anerkannte, fügte er dem Staatsgebiet 1,36 Millionen Quadratkilometer hinzu. Während das Staatsgebiet der USA um ein Drittel zunahm, schrumpfte das Mexikos um über die Hälfte.
Nach dem Kompromiss von 1850 wurden aus dem Gebiet der Staat Kalifornien, das New-Mexico-Territorium und das Utah-Territorium gebildet. Mexiko bekam dafür als Entschädigung 15 Millionen Dollar (2025: ca. 620.000.000 US-Dollar) und damit nur die Hälfte der Summe, die es vor dem Krieg abgelehnt hatte. Der Krieg forderte das Leben von 13.780 Amerikanern und noch erheblich mehr Mexikanern. Polk vertraute seinem Tagebuch an: „Den Vereinigten Staaten wird ein immenses Imperium hinzugefügt werden, dessen Wert in zwanzig Jahren kaum zu ermessen sein wird.“ Den Vereinigten Staaten entstanden insgesamt Kosten von annähernd 100 Millionen Dollar (2025: ca. 4.100.000.000 US-Dollar).
Abraham Lincoln beschuldigte den Präsidenten später im Kongress, dass seine Angaben über die Vorgänge im Grenzgebiet undurchsichtig gewesen seien und niemals eine Kriegserklärung gerechtfertigt hätten. Im Januar 1848 gewannen die Whigs eine Abstimmung im Kongress, General Taylor für seine Dienste in einem „völlig unnötigen und verfassungsfeindlichen Krieg, der vom Präsidenten begonnen wurde“, auszuzeichnen. Die Whigs, die noch im Januar 1848 Polks Politik abgelehnt hatten, änderten im Sommer jedoch ihre Meinung. Zwei Drittel der im Senat vertretenen Whigs stimmten nun für den Vertrag, der den Krieg beendete. Kurz darauf nominierten sie Zachary Taylor, den Helden des Krieges, als ihren Präsidentschaftskandidaten. Taylor versprach, künftig keine weiteren Kriege mehr zu provozieren, lehnte es aber ab, Polk für seine Taten zu kritisieren. Der hielt sein Versprechen ein, sich nicht für eine zweite Amtszeit zur Verfügung zu stellen, und die Whigs gewannen daraufhin die Präsidentschaftswahl des Jahres 1848.

#### Kuba
Im Sommer 1848 beauftragte Polk seinen Botschafter in Spanien, über den Verkauf von Kuba zu verhandeln und bot Spanien über 100 Millionen US-Dollar an. Kuba lag dem amerikanischen Festland sehr nahe, doch erlaubte es die Sklaverei. Die Südstaaten waren dementsprechend von der Idee angetan, während sie im Norden auf Ablehnung stieß. Die spanische Regierung lehnte das Angebot ab.

### Innen- und Wirtschaftspolitik

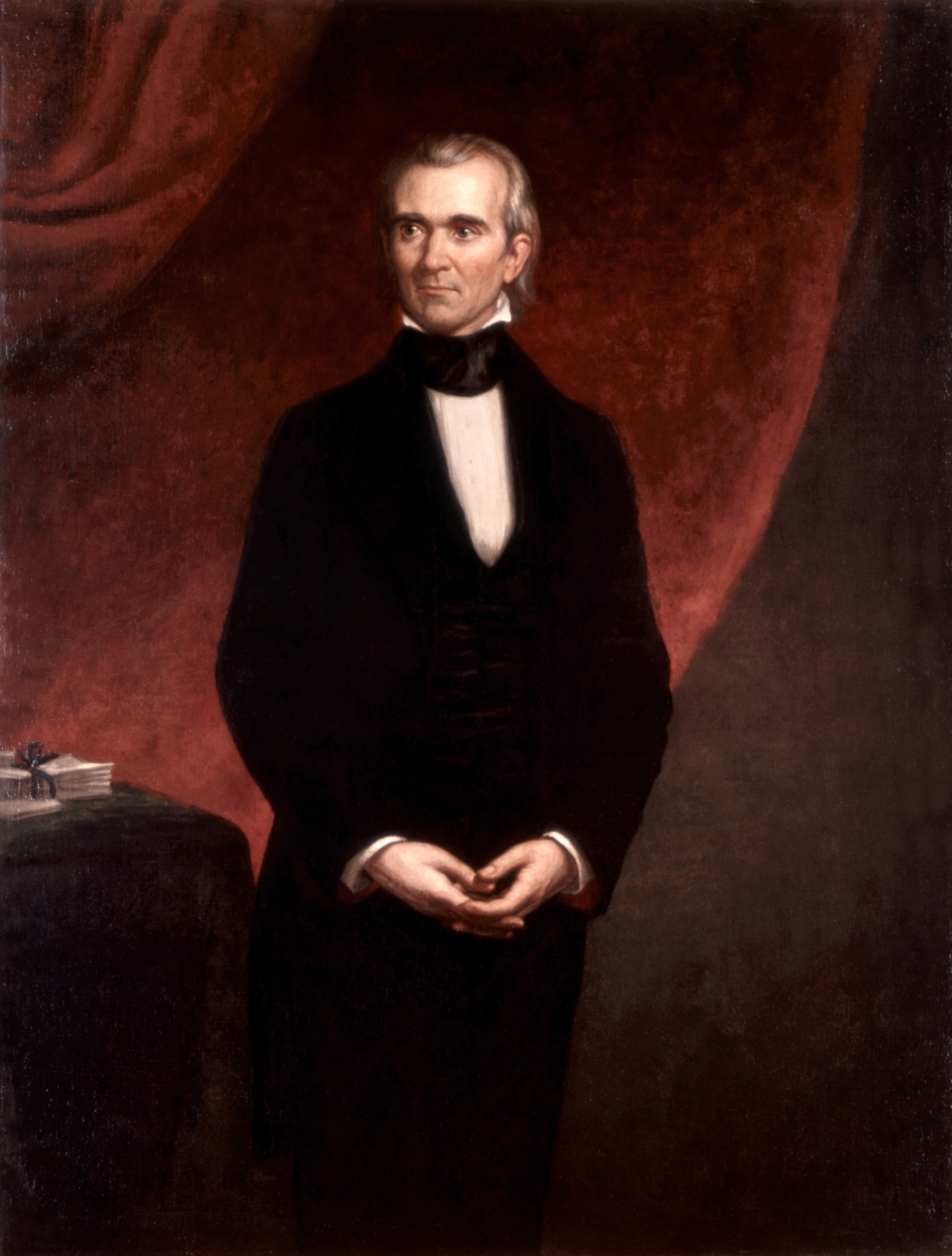
Das offizielle Porträt von James Polk aus dem Weißen Haus

Polk stand einer Opposition gegenüber, die die Ausdehnung des Staatsgebiets für einen Vorwand hielt, die Sklaverei zu verbreiten, und damit das innere Machtgleichgewicht zwischen Gegnern und Befürwortern dieser Praxis zu zerstören. Zudem verdächtigten sie ihn, er führe die Kriege nur, um von den inneren Problemen der Bundesstaaten abzulenken. So forderte David Wilmot, demokratisches Kongressmitglied aus Pennsylvania, in dem so genannten Wilmot Proviso, dass die Sklaverei in den von Mexiko annektierten Gebieten nicht eingeführt werden dürfe. Bei den Abstimmungen zeigte sich erstmals, dass der Riss durch beide Parteien ging. Die Mitglieder des Südens stimmten in beiden Parteien für die Ausdehnung der Sklaverei, die Mitglieder aus dem Norden dagegen. Die Spaltung der USA zeichnete sich hierin überdeutlich ab. Folgerichtig wurde die Frage im Vertrag von Guadalupe Hidalgo gar nicht erwähnt. Polks schärfster innerparteilicher Gegner wurde John C. Calhoun aus South Carolina, der sich gegen Polks Vorschlag wandte, den Missouri-Kompromiss (36°30′) als Grenzlinie für die Zulassung der Sklaverei anzuerkennen.
Auch die Wirtschaftspolitik, vor allem die Zollpolitik, spaltete das Land in den Süden und Westen einerseits und den Norden andererseits. Während des Wahlkampfs hatte Polk Schutzzölle versprochen, doch senkte er die meisten Zölle auf Initiative seines Finanzministers und Schwagers Robert J. Walker sehr weit ab (Walker Tariff), was die Verbraucher erfreute, die Produzenten von neuen Produkten, die man für schutzbedürftig gegen ausländische Konkurrenz hielt, jedoch verprellte. Der Walker Tariff reduzierte den unbeliebten Black Tariff, der von den Whigs 1842 eingeführt worden war, und der die Zölle drastisch erhöht hatte. Polks Zollreduktion leitete eine bis 1861 andauernde Zeit des nahezu freien Handels ein. Auch die Wiederbelebung einer Art Staatsbank, genauer von Depositenämtern, die als einzige gold- oder silbergedeckte Papiere erhielten und ausgeben durften, vertiefte die Gegensätze. Der Independent Treasury Act, den die Whigs noch 1841 abgelehnt hatten, und den Präsident Tyler zweimal per Veto blockiert hatte, wurde nun durchgesetzt. Walker entwarf ebenso das Gesetz, das schließlich am 31. März 1849 zur Einrichtung des Innenministeriums führte. Diesem kamen zahlreiche, vorher in verschiedenen Departments angesiedelte Aufgaben zu, wie Aufgaben der Landvergabe, der Finanzpolitik, der Indianerangelegenheiten, aber auch von Kriegsführung und für die wirtschaftliche Entwicklung bedeutsame Patent- und Handelsmarkenrechte.

### Berufungen in den Supreme Court
James Polk berief in seiner Amtszeit folgende Richter in den US Supreme Court:
- Levi Woodbury – 1845
- Robert Cooper Grier – 1846

### Wahrnehmung der Präsidentschaft
Nach dem Politiker und Historiker George Bancroft habe Polk in seiner kurzen Ansprache während der Amtseinführung 1845 vier politische Ziele vorgegeben, die er anschließend in nur einer Amtszeit vollständig umgesetzt habe: die Wiedereinführung eines unabhängigen Schatzamtes, die Senkung der Zölle, die Beilegung der Streitigkeiten mit Großbritannien um das Oregon-Territorium und den Erwerb Kaliforniens von Mexiko. Bancroft diente unter Polk als Marine-Minister und später als Botschafter in London und legte in den späten 1880er Jahren die erste kurze Biographie Polks vor. 1889 wurde diese Darstellung von James Schouler in seiner History of the United States of America, under the Constitution aufgenommen und sie erscheint wieder in der ersten umfangreichen und quellenbasierten Biographie James K. Polk: A Political Biography von Eugene Irving McCormac aus dem Jahr 1922.
Seitdem wurde Polk vor allem wegen des Erreichens seiner Ziele und der maßgeblichen Erweiterung des Staatsgebiets der Vereinigten Staaten in Umfragen unter Historikern regelmäßig zu den einflussreichsten und erfolgreichsten US-Präsidenten gezählt. Auch Präsident Harry S. Truman sagte über seinen Vorgänger: „Ein großer Präsident. Er sprach aus, was er vorhatte, und setzte es um.“ (“James K Polk, a great president. Said what he intended to do, and did it.”)
Allerdings gibt es für die Aussagen Polks keinerlei zeitgenössische Quellen, was erst auffiel, als Historiker Tom Chaffin eine Edition aller Briefwechsel Polks herausgab und 2012 im 12. Band zum fraglichen Zeitraum gelangte. Bancroft notierte die vier Ziele erstmals in der Kurzbiographie Ende der 1880er Jahre, kein Zeitzeuge der Amtseinführung 1845 berichtet von einer solchen Ankündigung. Das umfangreiche und vollständig erhaltene Tagebuch Polks, das 1910 veröffentlicht wurde, enthält zahllose Aufzeichnungen zu politischen Diskussionen und Planungen, aber keinen Hinweis auf ein Vier-Punkte-Programm oder auch nur die Nennung dieser vier Ziele zum Zeitpunkt der Amtseinführung.
Polk hatte ab August 1845 damit begonnen, täglich Buch über seine Präsidentschaft zu führen. Zum einen ist sein Regierungshandeln dadurch gut dokumentiert, zum anderen lassen die Eintragungen Polk als Persönlichkeit häufig nicht in einem guten Licht erscheinen. So diffamierte er Whigs pauschal als reaktionär und wahrscheinlich korrupt. Politische Gegner dämonisierte er in diesen Aufzeichnungen, die sich des Weiteren durch eine hohe Detailfixierung und parteipolitischen Eifer auszeichnen. Historiker beurteilen daher zwar Polks Präsidentschaft als eine, die große Leistungen aufweist, aber betrachten ihn als Person unter anderem als engstirnig, humorlos, prüde und eigenbrötlerisch. Seit der ersten Durchführung des historischen Expertenrankings im Jahr 1948 durch Arthur M. Schlesinger, Sr. wurde Polk dennoch stets unter den großen oder „nahezu großen“ Präsidenten der amerikanischen Geschichte platziert.

## Die letzten Monate

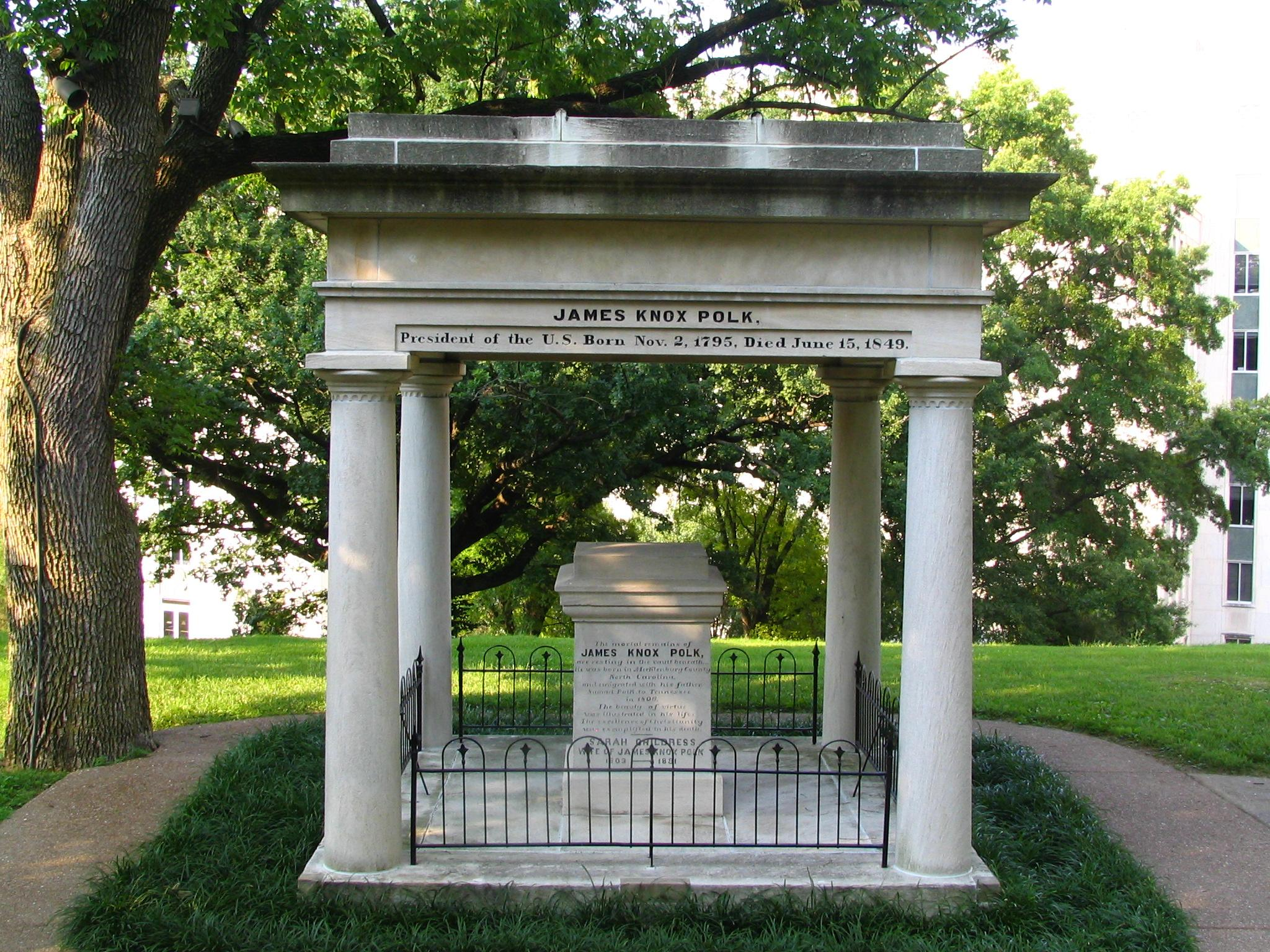
Das Grab von James K. Polk und seiner Ehefrau

Polks Zeit im Weißen Haus endete am 4. März 1849. Er bereiste die von seiner Regierung annektierten Gebiete und wurde dort mit großem Jubel empfangen. Bei seiner Rückkehr war seine Gesundheit jedoch angeschlagen und er verlor rapide an Gewicht, hatte tiefe Falten im Gesicht und dunkle Augenringe. Wahrscheinlich hatte er sich auf seiner Rundreise in New Orleans mit Cholera infiziert. Er brach seine Reise ab und litt schon auf seiner Heimreise unter Diarrhoe. Polk setzte ein neues Testament auf, in dem er seinen Sklaven die Freiheit zusicherte – doch erst nach seinem Ableben und dem seiner Frau. Gleichzeitig ließ er weitere sechs Sklaven kaufen.
Eine Woche vor seinem Tod ließ er sich zum Methodisten taufen. Er starb am 15. Juni 1849 im Alter von 53 Jahren in seinem Haus in Nashville.
Er wurde zunächst auf dem Grundstück des Hauses, in dem er gewohnt hatte und das seinem Freund Senator Felix Grundy gehörte, beigesetzt. 1893 wurden er und seine 1891 verstorbene Frau zusammen in einem Grab am Tennessee State Capitol Building in Nashville beerdigt. Es wurde eine Initiative ins Leben gerufen, um ihn und seine Frau umzubetten, um seinem ursprünglichen Wunsch, an seinem Haus begraben zu sein, zu entsprechen. Dies wäre die dritte Umbettung.
Das um 1816 von Polks Vater errichtete Haus in Columbia, das James K. Polk House, birgt heute mehr als tausend Exponate aus der Lebenszeit der Polks. Sein Landhaus in Nashville wurde hingegen 1901 abgerissen.

## Ehrungen und Denkmäler
Elf Countys in den Vereinigten Staaten sind nach Polk benannt. Die 2007 gestartete Serie der Präsidentendollars prägte im Jahr 2009 Münzen mit den Porträts von William Henry Harrison, John Tyler, Zachary Taylor und Polk. Das James K. Polk House in Columbia trägt seit Juli 1961 den Status eines National Historic Landmarks.

## Nachleben in der Popkultur
Sowohl die Polk High School in der US-Sitcom Eine schrecklich nette Familie, als auch die James K. Polk Middle School in der US-Comedy-Serie Neds ultimativer Schulwahnsinn sind nach ihm benannt.